# Rejencja kwidzyńska (1939–1945)

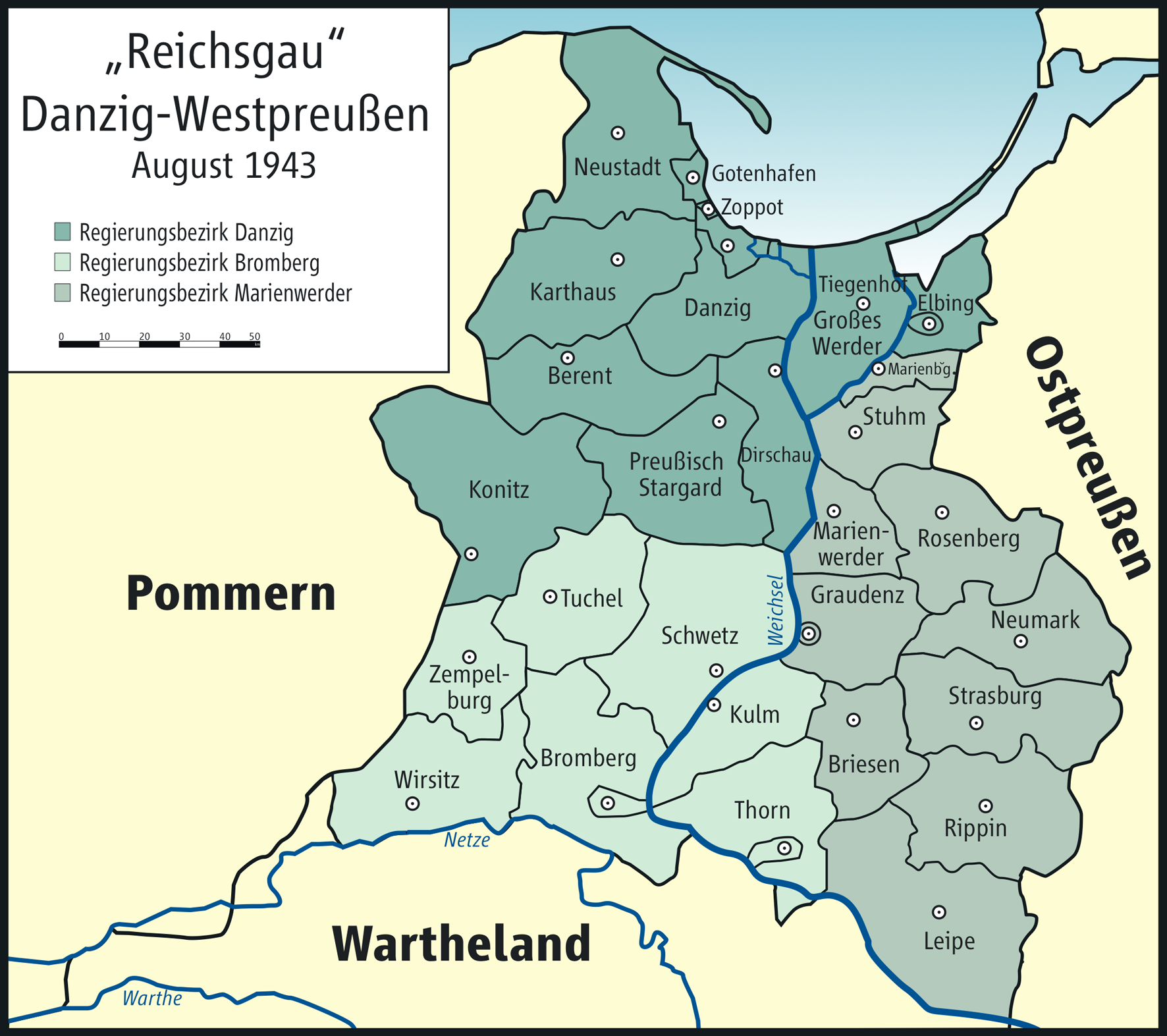
Mapa Okręgu Gdańsk-Prusy Zachodnie z rejencjami i miastami powiatowymi

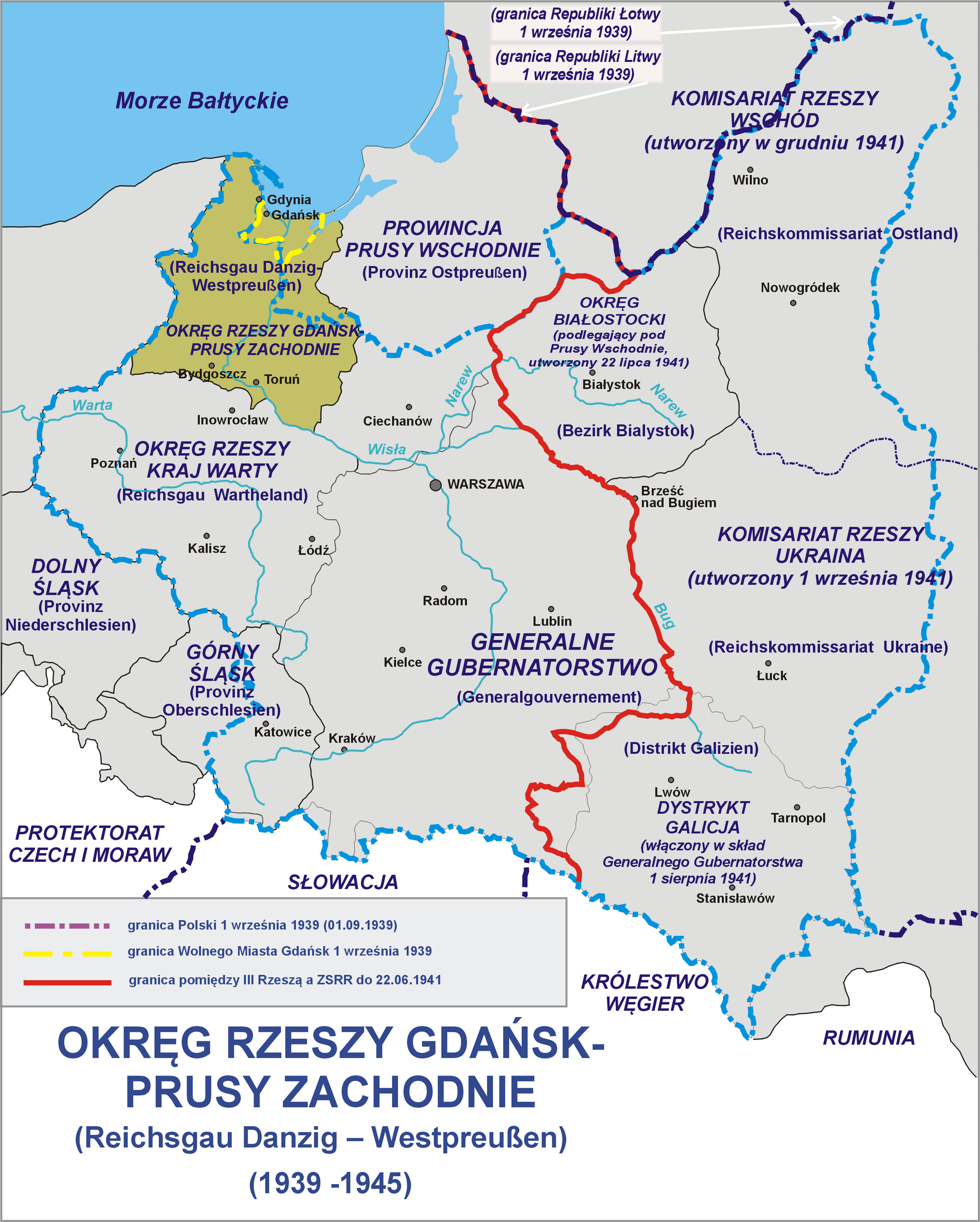
Położenie Okręgu Gdańsk-Prusy Zachodnie względem przedwojennych granic Polski

Rejencja kwidzyńska (niem. Regierungsbezirk Marienwerder) – niemiecka jednostka administracyjna istniejąca w latach 1939–1945 jako jedna z rejencji Okręgu Gdańsk-Prusy Zachodnie.

## Historia
Rejencja powstała w 1939, po napaści na Polskę z przekształcenia dotychczasowej rejencji zachodniopruskiej Prus Wschodnich, obejmując powiaty kwidzyński, malborski, suski i sztumski. Powiat elbląski i miasto Elbląg z rejencji zachodniopruskiej trafiły do gdańskiej. Rejencja kwidzyńska objęła także południowo-wschodnie tereny województwa pomorskiego z II RP – powiaty: brodnicki, grudziądzki z miastem Grudziądz, lipnowski, lubawski, rypiński i wąbrzeski oraz fragment powiatu tczewskiego – gmina Janowo, a także skrawek województwa warszawskiego (miasto Lidzbark oraz gminy Lidzbark, Rybno i Kiełpiny z powiatu działdowskiego).
Została wyzwolona przez Armię Czerwoną i częściowo powróciła do przedwojennych jednostek polskiej administracji a częściowo do nowo powołanego Okręgu IV (Mazurskiego) Ziem Odzyskanych w 1945 roku.

## Podział administracyjny

### Miasta wydzielone
- Graudenz

### Powiaty
- Landkreis Briesen (wąbrzeski)
- Landkreis Graudenz (grudziądzki)
- Landkreis Leipe (lipnowski)
- Landkreis Marienburg (malborski)
- Landkreis Marienwerder (kwidzyński) – z fragmentem powiatu tczewskiego (gmina Janowo)
- Landkreis Neumark (nowomiejski) – utworzony z powiatu lubawskiego z fragmentem powiatu działdowskiego (gminy Rybno i Kiełpiny)
- Landkreis Rippin (rypiński)
- Landkreis Rosenberg i. Westpr. (suski)
- Landkreis Strasburg (brodnicki) – z fragmentem powiatu działdowskiego (miasto Lidzbark i gmina gmina Lidzbark)
- Landkreis Stuhm (sztumski)

## Wykaz miast (stan na 1 marca 1943)
Źródło: Statistischen Landesamt Danzig-Westpreussen (1944): Gemeinde- und Wohnplatzlexikon des Reichsgaus Danzig-Westpreussen (Bd. 1). Danzig: A. W. Kafemann.
| Herb | Miasto                | Nazwa niem. 1943       | Ludność 1943 | Rejencja 1943 | Powiat 1943                       | Państwo przed 1 IX 1939 |
| ---- | --------------------- | ---------------------- | ------------ | ------------- | --------------------------------- | ----------------------- |
|      | Biskupiec             | Bischofswerder         | 1975         | kwidzyńska    | suski (Rosenberg)                 | Niemcy                  |
|      | Brodnica              | Strasburg              | 11 597       | kwidzyńska    | brodnicki (Strasburg)             | Polska                  |
|      | Dobrzyń nad Drwęcą    | Dobrzyn                | 4021         | kwidzyńska    | rypiński (Rippin)                 | Polska                  |
|      | Dobrzyń nad Wisłą     | Dobrin an der Weichsel | 2589         | kwidzyńska    | lipnowski (Leipe)                 | Polska                  |
|      | Dzierzgoń             | Christburg             | 3795         | kwidzyńska    | sztumski (Stuhm)                  | Niemcy                  |
|      | Gardeja               | Garnsee                | 2196         | kwidzyńska    | sztumski (Marienwerder)           | Niemcy                  |
|      | Golub                 | Gollub                 | 2914         | kwidzyńska    | wąbrzeski (Briesen)               | Polska                  |
|      | Górzno                | Görzberg               | 1991         | kwidzyńska    | brodnicki (Strasburg)             | Polska                  |
|      | Grudziądz             | Graudenz               | 55 336       | kwidzyńska    | Grudziądz-Miasto (Graudenz-Stadt) | Polska                  |
|      | Iława                 | Deutsch Eylau          | 13 691       | kwidzyńska    | suski (Rosenberg)                 | Niemcy                  |
|      | Kisielice             | Freystadt              | 3313         | kwidzyńska    | suski (Rosenberg)                 | Niemcy                  |
|      | Kowalewo Pomorskie    | Schönsee               | 3702         | kwidzyńska    | wąbrzeski (Briesen)               | Polska                  |
|      | Kwidzyn               | Marienwerder           | 20 932       | kwidzyńska    | sztumski (Marienwerder)           | Niemcy                  |
|      | Lipno                 | Leipe                  | 9024         | kwidzyńska    | lipnowski (Leipe)                 | Polska                  |
|      | Lubawa                | Löbau                  | 5657         | kwidzyńska    | nowomiejski (Neumark)             | Polska                  |
|      | Łasin                 | Lessen                 | 2803         | kwidzyńska    | grudziądzki (Graudenz)            | Polska                  |
|      | Malbork               | Marienburg             | 27 233       | kwidzyńska    | malborski (Marienburg)            | Niemcy                  |
|      | Nowe Miasto Lubawskie | Neumark                | 4884         | kwidzyńska    | nowomiejski (Neumark)             | Polska                  |
|      | Prabuty               | Riesenburg             | 7581         | kwidzyńska    | suski (Rosenberg)                 | Niemcy                  |
|      | Radzyń Chełmiński     | Rehden                 | 1999         | kwidzyńska    | grudziądzki (Graudenz)            | Polska                  |
|      | Rypin                 | Rippin                 | 7297         | kwidzyńska    | rypiński (Rippin)                 | Polska                  |
|      | Susz                  | Rosenberg              | 4440         | kwidzyńska    | suski (Rosenberg)                 | Niemcy                  |
|      | Sztum                 | Stuhm                  | 7099         | kwidzyńska    | sztumski (Stuhm)                  | Niemcy                  |
|      | Wąbrzeźno             | Briesen                | 10 051       | kwidzyńska    | wąbrzeski (Briesen)               | Polska                  |